# Peregrinatio in terram sanctam
La peregrinatio in terram sanctam è un reportage di viaggio del religioso tedesco Bernhard von Breidenbach scritto tra il 1484 e il 1486 verso la Terra Santa.

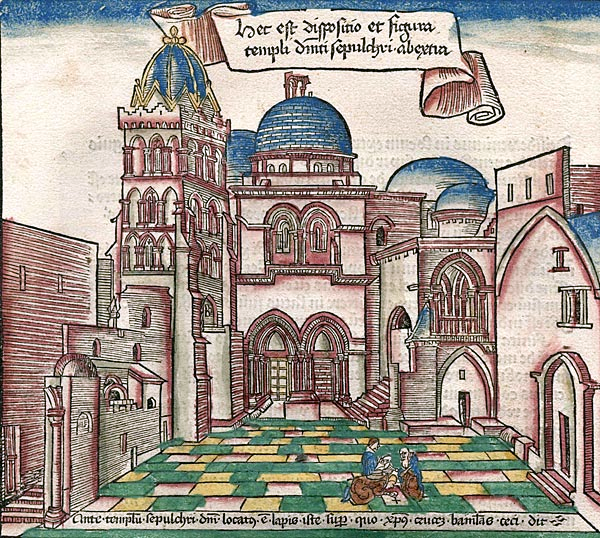
Frontespizio di Peregrinatio in terram sanctam di Bernhard von Breidenbach, illustrato e stampato a Magonza da Erhard Reuwich l'11 febbraio 1486.

## Descrizione
Il libro parla del pellegrinaggio da Venezia a Gerusalemme di Bernhard von Breidenbach, e del suo viaggio in Egitto. Breidenbach lo intraprese sotto la guida del principe ereditario Johann zu Solms a partire dall'aprile 1483, per tornare a Venezia nel gennaio 1484. Il testo del pellegrinaggio è considerato un'opera miliare del periodo degli incunaboli.

### Contenuto e struttura del reportage di viaggio
Bernhard von Breidenbach inizia il suo rapporto con una lettera di dedica all'elettore di Magonza e all'arcivescovo Berthold von Henneberg a cui segue la dichiarazione di intenti sia per il suo pellegrinaggio che per la pubblicazione successiva.
Il racconto del pellegrinaggio vero e proprio inizia con il viaggio da Oppenheim a Venezia. Breidenbach informa sulle commissioni da fare a Venezia e sui preparativi per il viaggio, descrivendo la negoziazione del contratto per la traversata con il patron della nave. Si continua con le tappe quotidiane del viaggio verso Giaffa, segue il tour dei luoghi santi, spesso identificati all'interno del testo con citazioni dalla Bibbia. Breidenbach menziona anche le indulgenze concesse, dopo la precisa descrizione della Chiesa del Santo Sepolcro, prosegue con il capitolo de moribus, ritibus et erroribus, (usi, costumi ed errori), riferendosi agli errori sia dei musulmani che degli eretici cristiani.
La seconda parte della peregrinatio riguarda il viaggio da Gerusalemme in Egitto attraverso il monte Sinai, ed il successivo viaggio di ritorno da Alessandria d'Egitto a Venezia. In entrambe le sezioni, Breidenbach incorpora ripetutamente informazioni geografiche ed etnografiche, racconta degli animali esotici e delle esperienze del suo gruppo di pellegrini.
Nel complesso però, fornisce solo informazioni individuali molto sporadiche: le sue azioni sono descritte solo in alcuni luoghi, consuetudine comune nel tardo medioevo. In appendice si può trovare, a seconda dell'edizione, vari elenchi di parole, distanze e storie sui turchi. Un colophon conclude il lavoro.

## Edizioni e traduzioni
La peregrinatio fu uno dei primi resoconti di viaggio ad essere stampato ed illustrato, con numerose xilografie di grande formato e talvolta anche multipagina. È stato un testo molto richiesto, con numerose traduzioni e con diverse edizioni pubblicate. La prima edizione fu stampata in latino il 11 febbraio 1486 a Magonza. Altre due edizioni furono pubblicate il 21 giugno dello stesso anno ed il 22 aprile 1488. Esiste anche una traduzione olandese del 24 maggio 1488, seguita da una francese il 28 novembre 1488. Nel 1498 fu tradotta anche in spagnolo e nel 1610 in polacco.
Non solo le singole edizioni, ma anche le singole copie della stessa edizione possono differire notevolmente l'una dall'altra, in alcuni casi è possibile che manchino anche le illustrazioni.

## Illustrazioni di Erhard Reuwich del diario di viaggio
Nel gruppo di viaggio di Breidenbach c'era anche il pittore Erhard Reuwich, che lavorava a Magonza nelle vicinanze della corte e del Capitolo della cattedrale, il cui viaggio era finanziato da Breidenbach. Reuwich ha illustrato il libro con varie xilografie, il che rende il testo un documento straordinario: per la prima volta, il resoconto di un pellegrino è stato integrato con xilografie da un artista che si trovava in Terra Santa. Reuwich è stato in grado di lavorare sui propri schizzi ma anche su materiale proveniente da laboratori italiani, ad esempio di Jacopo Bellini e Gentile Bellini, realizzando le xilografie dei paesaggi urbani, degli animali esotici e delle scene di vita quotidiana della Terra Santa. Alcune xilografie sono costituite da pagine pieghevoli a più lati.

## Edizioni
- Peregrinatio in terram sanctam, Prima edizione, Mainz, 1486.
- Bernhard von Breydenbach, Peregrinatio in terram sanctam, a cura di Andreas Klußmann, Prima edizione tedesca di Peter Schöffer, Saarbrücken, 2008, ISBN 978-3-937246-00-0.
- Bernhard von Breydenbach, Peregrinatio in terram sanctam. Un pellegrinaggio in Terra Santa., a cura di Isolde Mozer, Early New High German Text and Translation, Berlino, 2010, ISBN 978-3-11-020951-8.